# Velká Kokšaga
Velká Kokšaga (marijsky Кугу Какшан, rusky Большая Кокшага) je řeka v Kirovské oblasti a v Marijské republice v Rusku. Je dlouhá 297 km. Plocha povodí měří 6330 km².

## Průběh toku
Je levým přítokem Volhy.

## Vodní režim
Zdrojem vody jsou sněhové a dešťové srážky. Zamrzá na začátku listopadu a rozmrzá v dubnu.

## Využití
Je splavná pro vodáky.